# 让-菲利普·图森

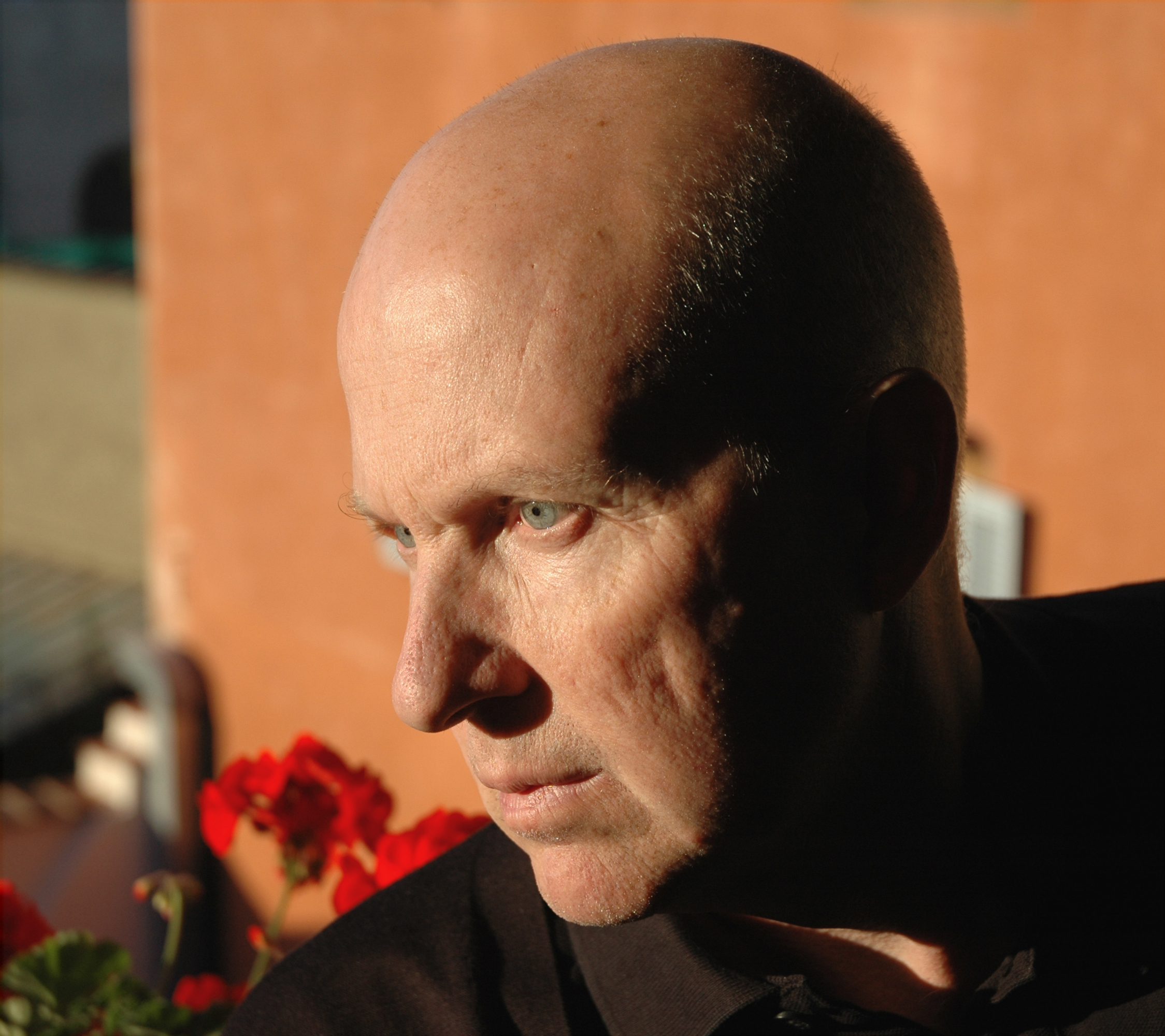
让-菲利普·图森 2013

让-菲利普·图森（Jean-Philippe Toussaint，又译图桑，1957年11月29日—），比利时法语小说家，法国“新小说”代表人物之一（图森自己称其作品为“新新小说”）。图森1957年出生于比利时，1971年起定居法国，他的小说均由法国著名的子夜出版社出版。
截至2005年图森已出版的小说包括有：《浴室》(1985年)、《先生》(1986年)、《照相机》(1989年)、《迟疑》(1998年)、《电视》(1998年)、《自画像(在国外)》(2000年)、《做爱》(2002年)和《逃跑》(获得2005年法国“美第奇图书奖”)，此外他还导演电影《先生》(改编自同名小说，1990年)、《塞维利亚人》(改编自《照相机》，1993年)以及《溜冰场》(1998年)。图森被翻译为中文的作品有：《浴室・先生・照相机》、《迟疑·电视·自画像》(湖南美术出版社出版)，《逃跑》(包括小说《做爱》，湖南文艺出版社出版)。
2014年，图森全集由湖南文艺出版社出版，全集收录从《浴室》（1985年）到《急迫与忍耐》（2012年）共十一个作品。